# (3890) Bunin
(3890) Bunin ist ein Asteroid des Hauptgürtels, der am 18. Dezember 1976 von der russischen Astronomin Ljudmila Iwanowna Tschernych am Krim-Observatorium in Nautschnyj (IAU-Code 095) entdeckt wurde.
Der Asteroid wurde nach dem russischen Schriftsteller und Lyriker Iwan Alexejewitsch Bunin (1870–1953) benannt, der 1933 als erster Russe mit dem Nobelpreis für Literatur ausgezeichnet wurde.